# Ramunangi
Los ramunangi son un clan del grupo lingüístico venda  que vive a unos diez kilómetros de Thohoyandou, cerca de las cascadas Phiphidi, en la provincia de Limpopo, a los pies de la cordillera Soutpansberg, situada en la parte más septentrional de Sudáfrica. Los clanes venda se encuentran entre los más tradicionales de África, y han conservado sus rituales y creencias desde tiempos ancestrales. Entre estos clanes, los ramunangi son conocidos como los guardianes tradicionales de las cascadas Phiphidi. Estos  saltos de agua son clave para las relaciones del clan con sus espíritus ancestrales.
Los ramunangi son un pueblo disperso, la mayoría de cuyos miembros han marchado a trabajar a las ciudades. Solo un millar permanecen en las cercanías, trabajando en la agricultura, en ranchos o en la minería. A pesar de su escaso número y presencia –son solo el 12 por ciento de los habitantes de la región–, conservan con mucha fuerza sus tradiciones.
Una compleja red de leyes y rituales, algunos de los cuales conocen únicamente los ancianos, determinan el comportamiento de los ramunangi de Phiphidi. La tradición dice que las cascadas y las balsas que se forman en ese lugar están habitadas por espíritus ancestrales del agua que requieren ofrendas de grano y cerveza. Se les pide ayuda para la lluvia, la salud, la producción agraria y la comunidad. 
En Phiphidi, el río, las cascadas y el bosque circundante son sagrados, y dos lugares en especial, son mucho más importantes, la cascada LanwaDzongolo y la balsa que hay debajo, Guvhukuvhu. Las ofrendas se hacen a lo largo del año, con una más larga y complicada una vez al año.
En el año 2000, el custodio de más edad del lugar sagrado se llamaba Tshavhungwe Nemarudei, octogenario que conoce todos los detalles de esta práctica desde su juventud. En 2001, Phanuel Ramunangi era la máxima autoridad del clan y quien defiende los derechos de la tribu de acceder a sus lugares sagrados, muy perjudicados desde los tiempos del apartheid.